# Anthony Anderson
Anthony Anderson, est un acteur et producteur américain né le 15 août 1970 à Los Angeles, en Californie, aux (États-Unis).

## Biographie
Il est fils d'un homme d'affaires et d'une figurante professionnelle. Il a étudié à la High School for the Performing Arts de Los Angeles, il en ressort avec un bagage filmique certain.
Découvert aux côtés d'Eddie Murphy dans le film « Perpète » en 1999, il s’impose au fil des années comme une valeur montante du cinéma hollywoodien.
Acteur prolifique, il a joué dans de nombreux films dont certains se sont hissés au sommet du box office américain, notamment dans Roméo doit mourir d'Andrzej Bartkowiak (2000), le Fous d'Irène des Frères Farrelly (2000) dans lequel il campe l'un des fils de Jim Carrey ou encore dans le dernier volet de la trilogie des « Scary Movie » des frères Wayans (2003).
Acteur éclectique, il a aussi figuré dans des séries culte telles que JAG, New York Police Blues ou encore au générique de deux épisodes d'Ally McBeal. En 2003, l'acteur se retrouve en tête d'affiche d'une série qui porte son nom : All about the Andersons.

## Filmographie

### Au cinéma
- 1999 : Perpète (Life) de Ted Demme : Cookie
- 1999 : Trippin' (en) de David Raynr : Z-Boy
- 1999 : Liberty Heights de Barry Levinson : Scribbles
- 2000 : Roméo doit mourir d'Andrzej Bartkowiak : Maurice
- 2000 : Big Mamma de Raja Gosnell : Nolan
- 2000 : Fous d'Irène des frères Farrelly : Jamaal Baileygates
- 2000 : Urban Legend 2 : Coup de grâce de John Ottman : Stan Washington
- 2001 : Kingdom Come de Doug McHenry (en) : Junior Slocumb
- 2001 : Spot de John Whitesell : Benny
- 2001 : Hors limites d'Andrzej Bartkowiak : T.K. Johnson
- 2001 : L'amour n'est qu'un jeu de Mark Brown : Tony
- 2002 : Barbershop de Tim Story : J.D.
- 2003 : Le Rappeur de Malibu (Malibu's Most Wanted) de John Whitesell : PJ
- 2003 : Kangourou Jack de David McNally : Louis Booker
- 2003 : En sursis d'Andrzej Bartkowiak : Tommy
- 2003 : Scary Movie 3 de David Zucker : Mahalik
- 2004 : Papas chéris (en) (My Baby's Daddy) de Cheryl Dunye : G
- 2004 : Cody Banks, agent secret 2 : Destination Londres de Kevin Allen : Derek
- 2004 : Harold et Kumar chassent le burger (Harold and Kumar Go to White Castle) de Danny Leiner : Burger Shack Employee
- 2005 : La Véritable Histoire du Petit Chaperon rouge (Hoodwinked) : Detective Bill Stork (voix)
- 2005 : Hustle et Flow de Craig Brewer: Key
- 2005 : Un plan béton (King's Ransom) de Jeff W. Byrd : Malcolm King
- 2006 : Scary Movie 4 de David Zucker : Mahalik
- 2006 : Les infiltrés de Martin Scorsese : Agent Brown
- 2006 : Arthur et les Minimoys (Arthur and the Invisibles) de Luc Besson : Koolomassai (voix)
- 2007 : Transformers de Michael Bay : Glen Whitmann
- 2009 : Transformers 2 : la Revanche de Michael Bay : Jolt (voix)
- 2010 : Le Plan B d'Alan Poul (en) : Père
- 2010 : Le Voyage extraordinaire de Samy (A Turtle's Tale: Sammy's Adventures) de Ben Stassen : Ray Adulte (voix)
- 2011 : Scream 4 de Wes Craven : l'adjoint Perkins
- 2012 : Drôles d'oiseaux (The Big Year) de David Frankel : Bill Clemens
- 2012 : Goats de Christopher Neil
- 2013 : The Power of Few : Junkshow
- 2014 : Match retour de Peter Segal : M. Sandpaper Hands
- 2016 : Barbershop: The Next Cut (Barbershop 3) de Malcolm D. Lee : J. D.
- 2019 : Beats de Chris Robinson : Romelo Reese
- 2023 : You People de Kenya Barris (en) : le barbier
- 2025 : G20 de Patricia Riggen : Derek Sutton

### À la télévision
- 1995 : La Fille de l'équipe (en) ("Hang Time") (série télévisée) : Theodore 'Teddy' Brodis (1996-1998)
- 1996 : Alien Avengers (TV) : Alley Hood #2
- 2000 : Ally McBeal (série télévisée) Saison 3 - épisode 11-12-15 : Matthew (un travesti)
- 2001 : Ma famille d'abord (série télévisée) Saison 2 - épisode 5-10 : Dr Bouche
- 2003 : All About the Andersons (en) (série télévisée) : Anthony Anderson
- 2005 : Veronica Mars (série télévisée) Saison 1 - Épisode 13 : Percy "Bone" Hamilton
- 2005 : Entourage (série télévisée) Saison 2 - épisode 5 : Lui-même
- 2005-2007 : The Shield (série télévisée) Saisons 4 à 6 : Antwon Mitchell
- 2006 : New York, unité spéciale (série télévisée) (saison 7, épisode 20) : Inspecteur Lucius Blaine
- 2006-2007 : Pour le meilleur et le pire (série télévisée) (saison 1, 6 épisodes) : Cofeld
- 2007 : K-Ville (série télévisée) : Marlin Boulet
- 2008-2010 puis 2022: New York, police judiciaire (série télévisée) : Inspecteur Kevin Bernard
- 2011 : Shameless : Marty Fisher (saison 1)
- 2012 : Psych : Enquêteur malgré lui (série télévisée) Saison 6 - Épisode 15 : Thane Woodson
- 2012 : Guys with Kids (série télévisée)
- 2014 - 2022 : Black-ish (série télévisée) : André "Dre" Johnson
- 2018 - 2021: Grown-ish (série télévisée) : André "Dre" Johnson
- 2019 - 2021 : Mixed-ish (série télévisée) : André "Dre" Johnson (saison 1, épisode 1 et saison 2, épisode 13)

### Comme producteur
- 2003 : All About the Andersons (en) (série télévisée)

## Voix francophones
En France, Frantz Confiac est la voix la plus régulière de l'acteur. Christophe Peyroux et Lucien Jean-Baptiste l'ont aussi respectivement doublé à quatre et deux reprises.
Au Québec, François L'Écuyer est la voix régulière de l'acteur. Gilbert Lachance et Stéphane Rivard l'ont aussi doublé trois fois chacun.

## Distinctions
| Année | Cérémonie                               | Titre                                                        | Œuvre     | Résultat   |
| ----- | --------------------------------------- | ------------------------------------------------------------ | --------- | ---------- |
| 2015  | 67e cérémonie des Primetime Emmy Awards | Meilleur acteur dans une série télévisée comique             | Black-ish | Nomination |
| 2016  | 68e cérémonie des Primetime Emmy Awards | Meilleur acteur dans une série télévisée comique             | Black-ish | Nomination |
| 2017  | 74e cérémonie des Golden Globes         | Meilleur acteur dans une série télévisée musicale ou comique | Black-ish | Nomination |
| 2017  | 69e cérémonie des Primetime Emmy Awards | Meilleur acteur dans une série télévisée comique             | Black-ish | Nomination |
| 2017  | 19e cérémonie des Teen Choice Awards    | Meilleur acteur dans une série télévisée comique             | Black-ish | Nomination |
| 2018  | 75e cérémonie des Golden Globes         | Meilleur acteur dans une série télévisée musicale ou comique | Black-ish | Nomination |
| 2018  | 70e cérémonie des Primetime Emmy Awards | Meilleur acteur dans une série télévisée comique             | Black-ish | Nomination |
| 2019  | 71e cérémonie des Primetime Emmy Awards | Meilleur acteur dans une série télévisée comique             | Black-ish | Nomination |
| 2020  | 72e cérémonie des Primetime Emmy Awards | Meilleur acteur dans une série télévisée comique             | Black-ish | Nomination |
| 2021  | 73e cérémonie des Primetime Emmy Awards | Meilleur acteur dans une série télévisée comique             | Black-ish | Nomination |
| 2022  | 79e cérémonie des Golden Globes         | Meilleur acteur dans une série télévisée musicale ou comique | Black-ish | Nomination |